# Louis Grandpierre
Louis Grandpierre (* 8. Juni 1806 in Môtiers; † 8. November 1876 in Neuenburg) war ein Schweizer Politiker. Von 1853 bis 1859 war er Staatsrat des Kantons Neuenburg, von 1857 bis 1866 gehörte er dem Nationalrat an.

## Biografie
Der Sohn eines Lebensmittelhändlers und Richters war zunächst Soldat im Regiment von Salis in französischen Diensten. 1830 kehrte er ins Val de Travers zurück und war ebenfalls als Lebensmittelhändler tätig. Grandpierre vertrat radikalliberale Ansichten und war sowohl 1831 als auch 1848 an den Aufständen gegen die preussische Herrschaft im Kanton Neuenburg beteiligt. Nach dem zweiten, erfolgreichen Aufstand gehörte er 1848 der verfassungsgebenden Versammlung an.
1848 wurde Grandpierre in den Grossen Rat des Kantons Neuenburg gewählt, dem er bis 1865 angehörte (bis 1852 als dessen erster Präsident). Von 1848 bis 1850 amtierte er darüber hinaus als Präfekt des Bezirks Val-de-Travers und anschliessend bis 1853 des Bezirks Neuenburg. Der Grosse Rat wählte ihn 1853 in den Staatsrat, wo er die nächsten sechs Jahre für das Ressort Militär zuständig war. Grandpierre kandidierte mit Erfolg bei den Nationalratswahlen 1857, neun Jahre später trat er zurück. Er war Vizepräsident des Bezirksgerichts Val-de-Travers und Präsident des Bezirksgerichts Neuenburg sowie von 1868 bis 1874 Präsident des Appellationsgerichts.